# 평화정공 축구단
평화정공 축구단(영어: Pyeonghwajeonggong Football Club)은 대한민국 대구광역시에 존재했던 아마추어 축구단이다.
현재는 존재하지 않는 축구단으로
과거 남북한 교류 때 평화정공 축구단의 선수들이 북한을 방문하기도 하였다.